# مورفی یواس‌ای
مورفی یواس‌ای (انگلیسی: Murphy USA) شرکت پالایش و پخش نفت آمریکایی است، که در سال ۱۹۹۶ تأسیس شد.